# Gastrodermide

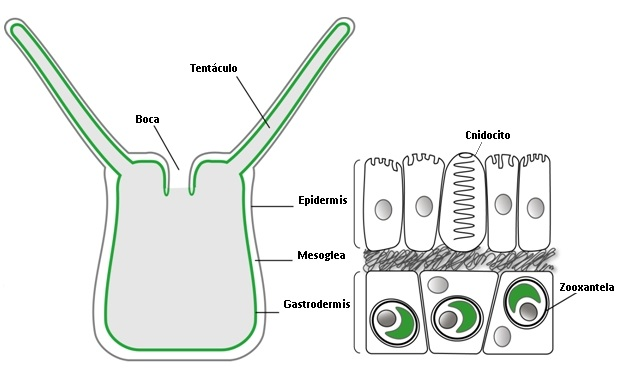
Piano di organizzazione del corpo di un antozoo simbionte. In evidenza gli strati dermici

La gastrodermide è lo strato interno di cellule che funge da membrana di rivestimento della cavità gastrovascolare dei Cnidari. Il termine è anche usato per l'analogo strato epiteliale interno dei Ctenofori. Le cellule del gastrodermide secernono enzimi che operano la digestione delle prede nella cavità gastrovascolare. Si ha quindi una digestione extracellulare. Le sostanze idrolizzate diffondono poi in tutte le altre cellule dell'organismo. I residui della digestione vengono trasportati all'esterno attraverso la bocca (che funge anche da ano) grazie all'acqua che ha sempre libero accesso e quindi forma delle correnti continue.